# Зелёный Дол (станция)
Зелёный Дол — станция Горьковской железной дороги в городе Зеленодольске Республики Татарстан. Входит в состав Горьковской региональной Дирекции железнодорожных вокзалов — структурного подразделения Дирекции железнодорожных вокзалов, — филиала ОАО «РЖД».
Станция находится на линии Казанском ходе Транссиба, на расстоянии 759,4 км от Москвы. От станции на север уходит линия в Йошкар-Олу и Яранск, на запад — линия на Волжск.
Станция находится на левом берегу Волги в месте пересечения реки с федеральной автодорогой М-7 «Волга» (в варианте до 1998 года). Участок железной дороги Свияжск (на правом берегу Волги) — Зелёный Дол соединён Романовским железнодорожным мостом.

## История
В 1892 году две деревни Гари и Кабачищи были объединены в одно село Зелёный дол,  со строительством Московско-Казанской железной дороги, в 1893 году в Зелёном Доле построена станция.
Корреспондент «Волжского вестника» в то время так охарактеризовал станцию:

… До Зелёного Дола ехали час сорок минут. Зелёный Дол — станция как станция: голо, пусто, но укрыться есть где.
До открытия Романовского моста в 1913 году станция была конечной, переход на станцию Свияжск осуществлялся по переправе через реку Волгу. Построенный в Нижнем Новгороде, на заводе Курбатовых товарно-пассажирский колесный пароход «Сергей Витте» перевозил пассажиров. Грузовые вагоны в зимнее время перекатывались по ледяной трассе конным способом, пассажиров перевозили в санях согласно классности билетов.
До строительства автомобильного моста, между станцией Зелёный Дол и соседней станцией Свияжск, расположенной на правом берегу, ходила «вертушка» — поезд из платформ, перевозивший автомобили с одного берега на другой.

## Дальнее следование по станции
По состоянию на январь 2022 года через станцию курсируют следующие поезда дальнего следования:

### Круглогодичное движение поездов
| № поезда                | Маршрут движения          | № поезда                | Маршрут движения          |
| ----------------------- | ------------------------- | ----------------------- | ------------------------- |
| 15 «Урал»               | Челябинск — Москва        | 16 «Урал»               | Москва — Челябинск        |
| 23 «Двухэтажный состав» | Казань — Москва           | 24 «Двухэтажный состав» | Москва — Казань           |
| 51                      | Ижевск — Нижний Новгород  | 52                      | Нижний Новгород — Ижевск  |
| 75                      | Омск — Симферополь        | 76                      | Симферополь — Омск        |
| 58/57 «Марий Эл»        | Йошкар-Ола — Москва       | 58/57 «Марий Эл»        | Москва — Йошкар-Ола       |
| 89                      |                           | 90                      | Москва — Петропавловск    |
| 107                     | Нижневартовск — Волгоград | 108                     | Волгоград — Нижневартовск |
| 111                     | Круглое Поле — Москва     | 112                     | Москва — Круглое Поле     |
| 115                     | Томск — Адлер             | 116                     | Адлер — Томск             |
| 117                     |                           | 118                     | Москва — Новокузнецк      |
| 125                     | Казань — Самара           | 126                     | Самара — Казань           |
| 133 «Поволжье»          | Казань — Санкт-Петербург  | 134 «Поволжье»          | Санкт-Петербург — Казань  |
| 139                     | Барнаул — Адлер           | 140                     | Адлер — Барнаул           |
| 325                     | Пермь — Новороссийск      | 326                     | Новороссийск — Пермь      |
| 445                     | Екатеринбург — Кисловодск | 446                     | Кисловодск — Екатеринбург |
| 638/637                 | Йошкар-Ола — Арзамас      | 638/637                 | Арзамас — Йошкар-Ола      |

### Сезонное движение поездов
| № поезда | Маршрут движения       | № поезда | Маршрут движения       |
| -------- | ---------------------- | -------- | ---------------------- |
| 491      | Казань — Адлер         | 492      | Адлер — Казань         |
| 507      | Ижевск — Новороссийск  | 508      | Новороссийск — Ижевск  |
| 509      | Казань — Новороссийск  | 510      | Новороссийск — Казань  |
| 521      | Приобье — Новороссийск | 522      | Новороссийск — Приобье |

## Фото

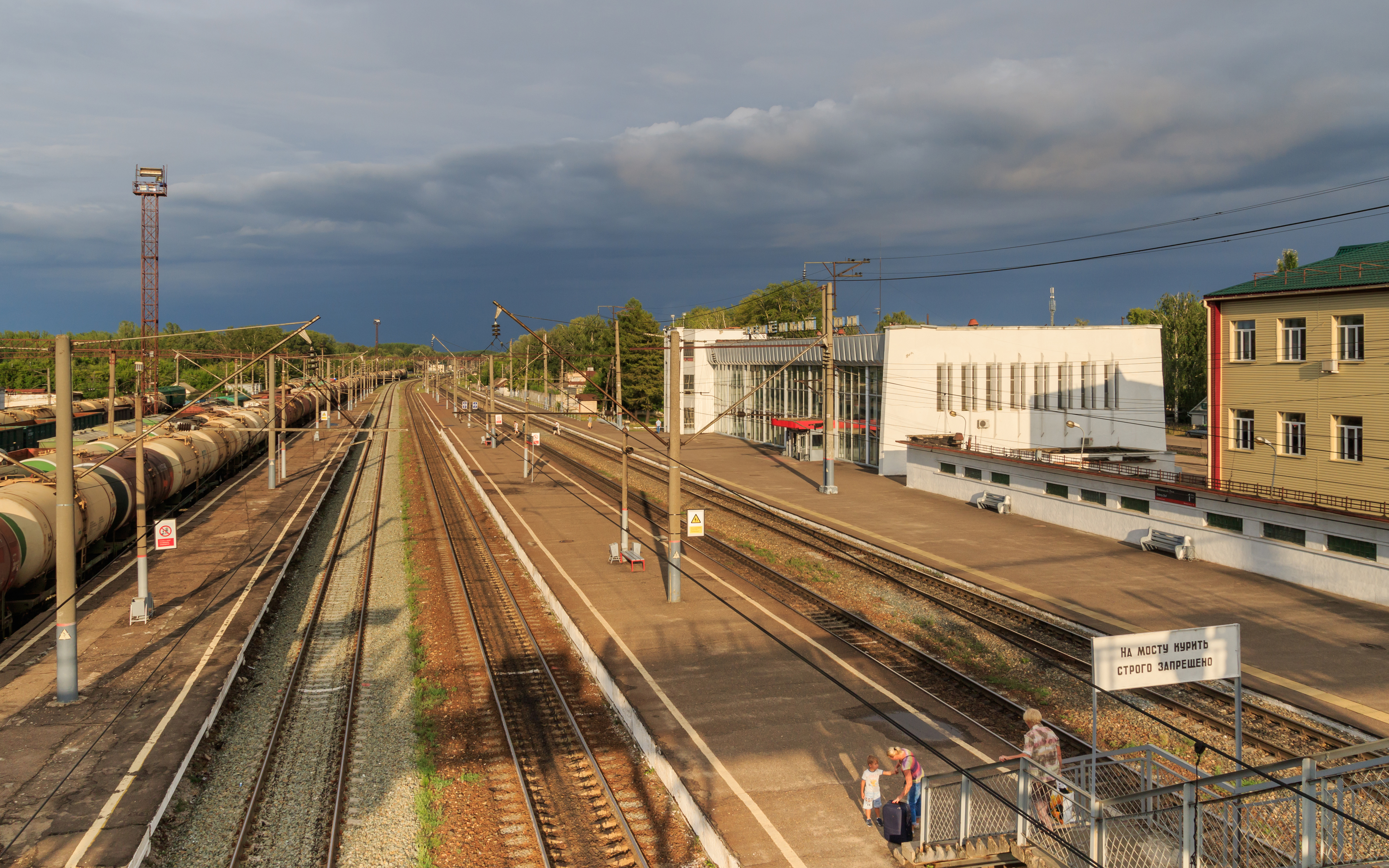
Посадочные платформы
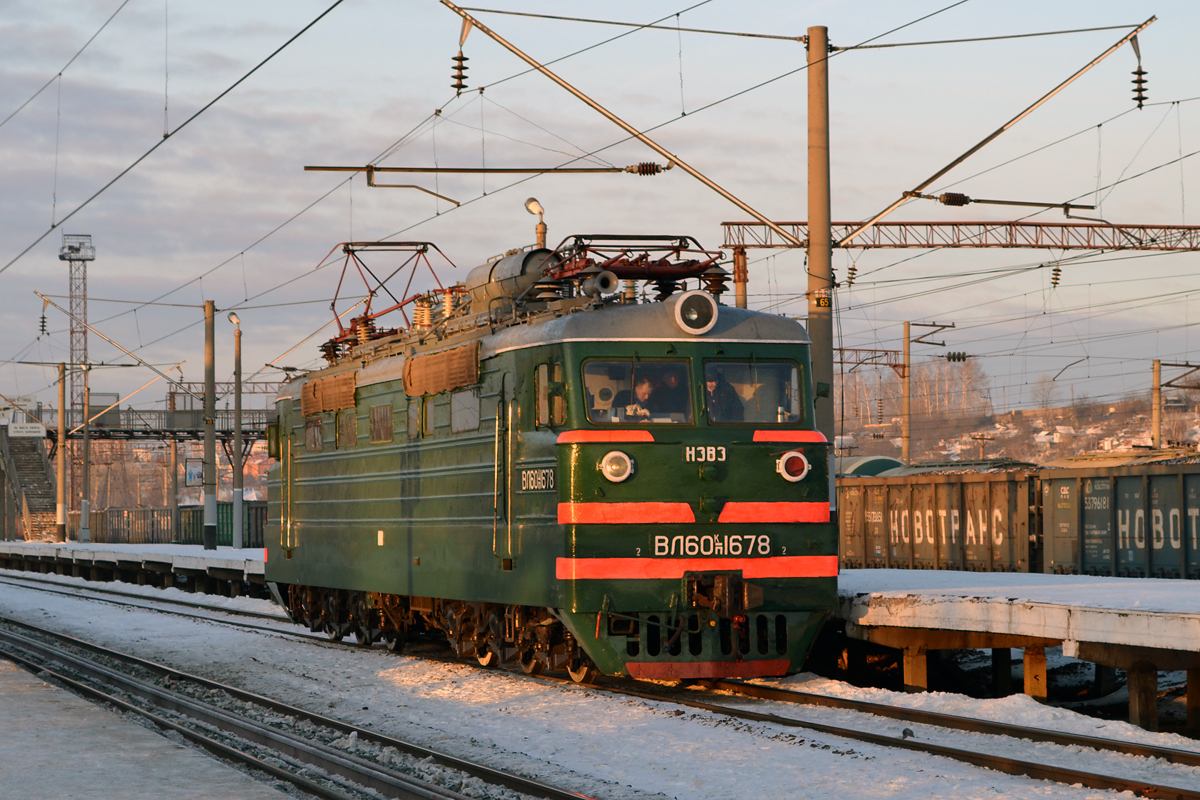
Электровоз ВЛ60ПК-1678 возле пассажирской платформы и грузовой поезд вдали на станции
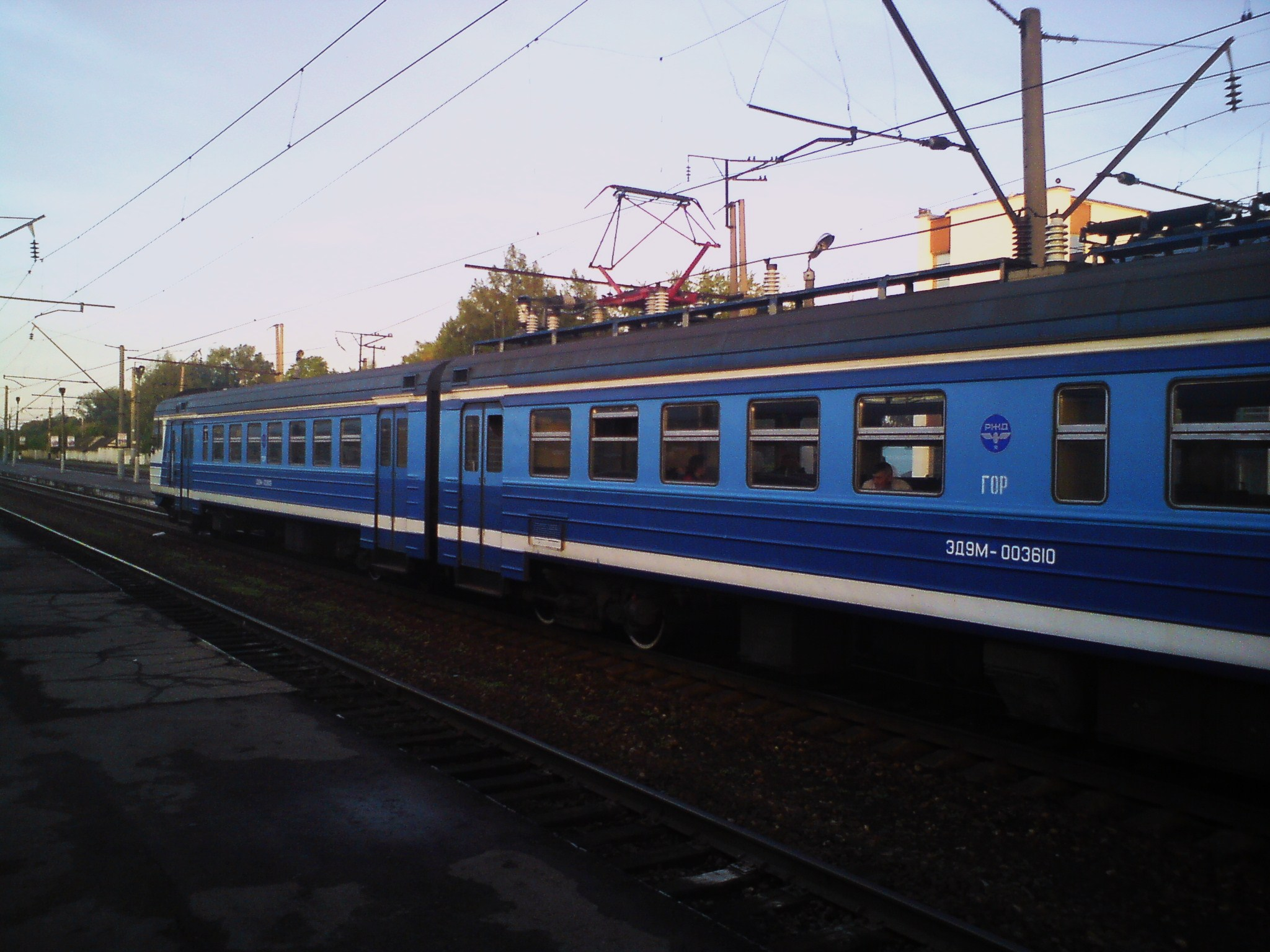
Пригородный электропоезд ЭД9М-0036 сообщением Казань — Урмары на станции
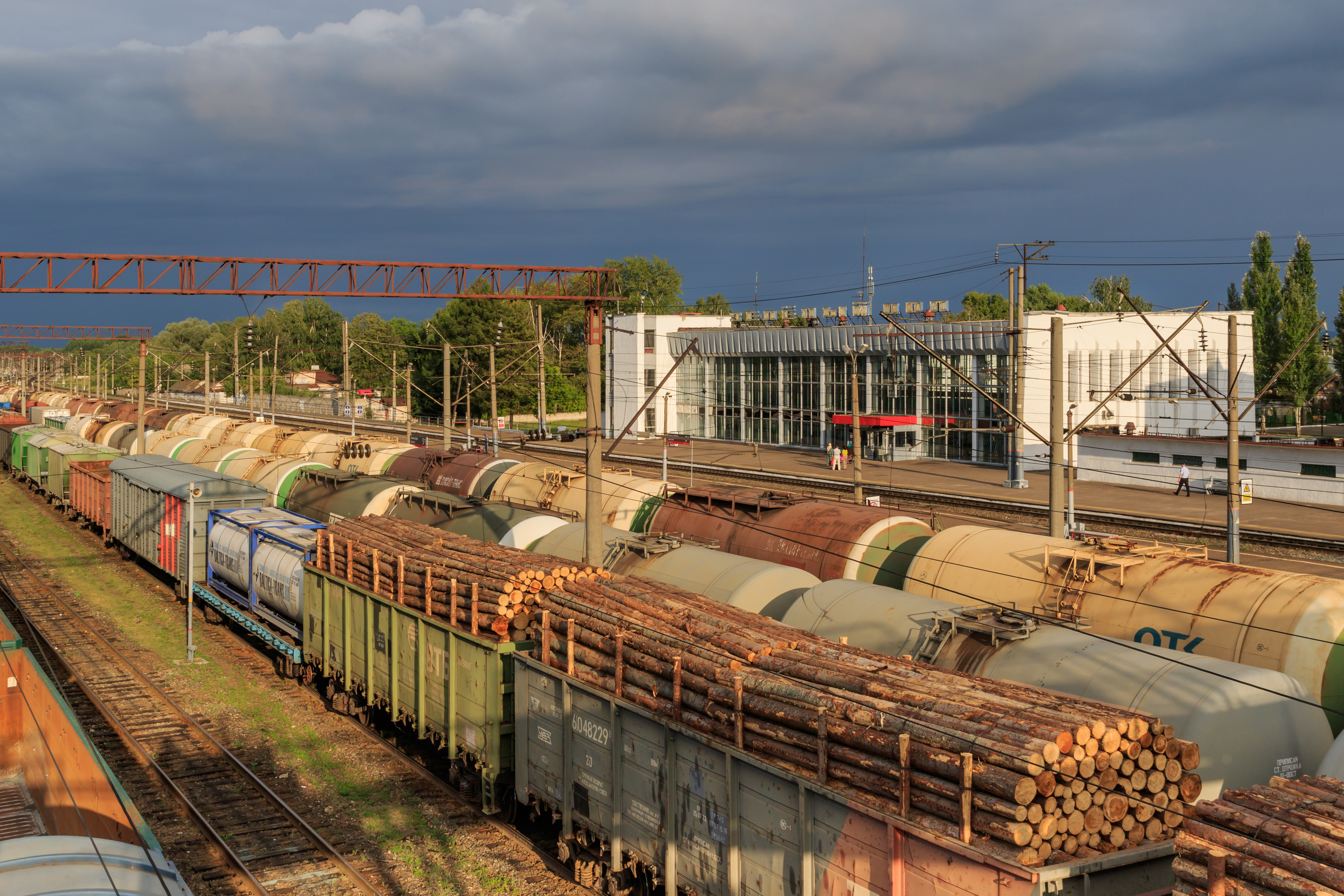
Грузовые составы у станции Зелёный Дол